# Meridiano 3 este
El meridiano 3 este de Greenwich es una línea de longitud que se extiende desde el Polo Norte atravesando el Océano Ártico, el Océano Atlántico, Europa, África, el Océano Antártico, y la Antártida hasta el Polo Sur.
El meridiano 3 este forma un gran círculo con el meridiano 177 oeste.
Comenzando en el Polo Norte y dirigiéndose hacia el Polo Sur, este meridiano atraviesa:
| Coordenadas                    | País, territorio o mar | Notas                                            |
| ------------------------------ | ---------------------- | ------------------------------------------------ |
| 90°0′N 3°0′E / 90.000, 3.000   | Océano Ártico          |                                                  |
| 81°29′N 3°0′E / 81.483, 3.000  | Océano Atlántico       |                                                  |
| 61°0′N 3°0′E / 61.000, 3.000   | Mar del Norte          |                                                  |
| 51°16′N 3°0′E / 51.267, 3.000  | Bélgica                |                                                  |
| 50°46′N 3°0′E / 50.767, 3.000  | Francia                |                                                  |
| 42°29′N 3°0′E / 42.483, 3.000  | España                 |                                                  |
| 41°46′N 3°0′E / 41.767, 3.000  | Mar Mediterráneo       |                                                  |
| 39°55′N 3°0′E / 39.917, 3.000  | España                 | Isla de Mallorca                                 |
| 39°18′N 3°0′E / 39.300, 3.000  | Mar Mediterráneo       | Pasa justo al este de la isla de Cabrera, España |
| 36°49′N 3°0′E / 36.817, 3.000  | Argelia                | Pasa justo al oeste de Argel                     |
| 19°56′N 3°0′E / 19.933, 3.000  | Mali                   |                                                  |
| 15°21′N 3°0′E / 15.350, 3.000  | Níger                  |                                                  |
| 12°16′N 3°0′E / 12.267, 3.000  | Benín                  |                                                  |
| 9°4′N 3°0′E / 9.067, 3.000     | Nigeria                |                                                  |
| 6°24′N 3°0′E / 6.400, 3.000    | Océano Atlántico       | Pasa justo al oeste de la Isla Bouvet, Noruega   |
| 60°0′S 3°0′E / -60.000, 3.000  | Océano Antártico       |                                                  |
| 69°57′S 3°0′E / -69.950, 3.000 | Antártida              | Tierra de la Reina Maud, reclamada por Noruega   |